# Jess Harnell
Jess Harnell, född 23 december 1963 i Englewood, New Jersey, är en amerikansk röstskådespelare.

## Filmografi (i urval)
- 1998 – Ett småkryps liv (röst)
- 1999 – Toy Story 2 (röst)
- 1999 – Wakko's Wish (röst)
- 2000 – Josef: Drömmarnas Konung (röst)
- 2007 – Transformers (röst)
- 2009 – Upp (röst)
- 2009 – Transformers: De besegrades hämnd (röst)
- 2010 – Toy Story 3 (röst)
- 2014 – Herr Peabody & Sherman (röst)